# Eusebio Escobar
Eusebio Escobar Ramírez (* 2. Juli 1936) ist ein ehemaliger kolumbianischer Fußballspieler. Der Stürmer nahm mit der kolumbianischen Nationalmannschaft an der Fußball-Weltmeisterschaft 1962 in Chile teil.

## Karriere

### Verein
Eusebio Escobar begann seine Profikarriere 1954 bei Deportivo Cali, ehe er über Stationen bei Atlético Bucaramanga und América de Cali 1958 zu Deportivo Manizales wechselte. Den größten Teil seiner Laufbahn verbrachte er anschließend bei Deportivo Pereira, wo er sich als treffsicherer Angreifer etablierte. Weitere Engagements führten ihn zu Independiente Medellín, erneut zu Pereira sowie zu Deportes Quindío. Seine aktive Karriere beendete er 1968 nach einer kurzen Zeit bei Atlético Nacional wieder bei Pereira. Mit 159 Toren gehört er zu den besten Torjägern der Categoría Primera A.

### Nationalmannschaft
Escobar spielte 1961 beide Qualifikationsspiele gegen Peru und erzielte beim 1:0-Hinspielerfolg das Tor des Tages. Anschließend gehörte zum Kader der kolumbianischen Nationalmannschaft für die Weltmeisterschaft 1962 in Chile, kam jedoch nicht zum Einsatz. Die Cafeteros schieden in der Gruppenphase mit einem Punkt aus drei Spielen aus.